# Los Legendarios 001
Los Legendarios 001 es un álbum colaborativo del dúo de productores puertorriqueños Los Legendarios y el rapero puertorriqueño Wisin. Fue lanzado el 4 de febrero de 2021,  bajo el sello La Base Music Group y WK Records, siendo anunciado por Wisin en diciembre de 2020. Cuenta con las colaboraciones de Chencho Corleone, Nicky Jam, Zion, Franco el Gorila, Ozuna, entre otros.
La canción «Mi niña» sería el primer sencillo, volviéndose viral en redes sociales y TikTok, y logró una certificación RIAA como platino, a su vez, el sencillo «Fiel» logró ser doble platino en varios países.

## Promoción
El primer sencillo del álbum se titula «Mi niña», interpretado por Wisin y Myke Towers. El video musical fue estrenado el 23 de septiembre de 2020. En Estados Unidos, el sencillo se colocó en el primer puesto de la lista Billboard Latin Airplay. Wisin fue premiado con disco de platino en Estados Unidos, España, Colombia, México y Chile por este sencillo.
Los siguientes sencillos fueron «No me acostumbro» junto a Reik y Ozuna, y «Fiel» con Jhay Cortez. Posteriormente, se lanzó «Mi niña Remix» con la participación de Maluma y Anitta.
En mayo de 2021, Wisin anunció que el álbum había sido catalogado como doble platino por ventas.

## Lista de canciones
| N.º     | Título                                                        | Productor (s)         | Duración |  |
| 1.      | «Vamo Allá» (Wisin)                                           | Los Legendarios       | 3:29     |  |
| 2.      | «Loco» (Wisin con Nicky Jam y Sech)                           | Los Legendarios       | 4:01     |  |
| 3.      | «Fiel» (Wisin con Jhay Cortez)                                | Los Legendarios, Haze | 4:22     |  |
| 4.      | «Fugitivo» (Chris Andrew)                                     | Los Legendarios       | 3:29     |  |
| 5.      | «Amanecer contigo» (Wisin con Abdiel y Zion)                  | Los Legendarios       | 3:43     |  |
| 6.      | «Préndelo» (Wisin con Jon Z y Brray)                          | Los Legendarios       | 3:33     |  |
| 7.      | «Baila Conmigo» (Wisin con Linares, KEVVO y Franco El Gorila) | Los Legendarios       | 4:10     |  |
| 8.      | «Hagámoslo otra vez» (Alex Rose con Abdiel)                   | Los Legendarios       | 3:33     |  |
| 9.      | «Auto» (Chris Andrew)                                         | Los Legendarios       | 3:22     |  |
| 10.     | «Mari Mari» (Wisin con Chencho Corleone)                      | Los Legendarios       | 4:00     |  |
| 11.     | «Dando vueltas» (Linares)                                     | Los Legendarios       | 3:28     |  |
| 12.     | «En mi habitación» (Wisin con Lunay y Rauw Alejandro)         | Los Legendarios       | 3:56     |  |
| 13.     | «Ganas» (Abdiel)                                              | Los Legendarios       | 4:11     |  |
| 14.     | «Me dañas la mente» (Wisin con Dalex)                         | Los Legendarios       | 3:44     |  |
| 15.     | «Mami» (Wisin con Zion)                                       | Los Legendarios       | 3:33     |  |
| 16.     | «Huele a sexo» (Wisin con Linares)                            | Los Legendarios       | 3:04     |  |
| 17.     | «No me acostumbro» (Wisin con Ozuna, Reik y Miky Woodz)       | Los Legendarios       | 4:04     |  |
| 18.     | «Mi niña» (Wisin con Myke Towers)                             | Los Legendarios       | 3:35     |  |
| 19.     | «Hey Shorty (Remix)» (Chris Andrew con Ozuna)                 | Los Legendarios       | 4:02     |  |
| 1:11:12 |                                                               |                       |          |  |

## Posicionamiento
| País           | Certificador | Lista            | Mejor posición |
| -------------- | ------------ | ---------------- | -------------- |
| Estados Unidos | Billboard    | Top Latin Albums | 26             |